# Leone da Modena
Leone da Modena   (Venècia, 23 d'abril de 1571 (Gregorià) - Venècia, 21 de març de 1648) va ser un rabí italià.
És una de les personalitats més importants del judaisme italià. Mestre i predicador, es va ocupar principalment de la teologia, però els seus interessos també es trobaven en la música, el teatre, l'alquímia i la poesia.
Va néixer de Yiṣḥaq ben Mordekay de Mòdena i de Diana Raḥel, dos jueus de Ferrara que havien abandonat la seva pàtria després del terratrèmol de 1570. La família tenia orígens francesos i era coneguda per la riquesa i la cultura; l'avi Mordecai, per exemple, era un metge distingit i va rebre el Orde del Toisó d'Or de Carles V de França.
Un infant precoç, es va convertir en un famós rabí a Venècia, la ciutat en la qual està enterrat al cementiri jueu del Lido, i avui és recordat en una vitrina del Museu Jueu de Venècia. No obstant això, la seva reputació en el judaisme tradicional va patir per diverses raons, incloent la seva inflexible crítica a les sectes emergents dins el judaisme, addicció al joc i, la falta d'estabilitat del personatge. Aquest darrer factor li va impedir desenvolupar les seves habilitats: "Va exercir tot tipus d'ocupacions per mantenir-se, és a dir, les de predicador, pedagog, professor de jueus i cristians, lector de pregàries, intèrpret, escriptor, corrector de proves, traductor (Orlando furioso), llibreter, mediador, comerciant, rabí, músic, agent de matrimoni i fabricant d'amulets".
Tot i que no va poder fer-se famós, Leone da Modena es va guanyar un lloc en la història dels jueus, en part per les seves crítiques a l'enfocament místic del judaisme. Una de les seves obres més efectives va ser el seu atac a la Càbala jueva (Ari Nohem, publicat per primera vegada el 1840). En ella, va intentar demostrar que la "Bíblia cabalista" (els Zohar) era una composició moderna i que la Càbala era una disciplina filosòfica. Es va fer més conegut, però, com a intèrpret del judaisme per al món cristià i per la seva recerca de la vida i l'esperit interiors en la Llei i en el Talmud.

## Les seves obres inclouen
- She'elot u-Teshuvot Ziqnei Yehudah (Col·lecció de Responsa, Mossad ha-Rav Kook, Shlomo Simonson, 1956)
- Beit Lechem Yehudah (Antologia dels escrits de Hazal organitzat per tema, Venècia, 1625 [2] i Praga, 1705 [3])
- Diwan (Col·lecció de poemes, Publicacions JTS, ed. Shimon Bernstein, 1932 [4]
- Ari Nohem (vs)
- Kitvei YA Mòdena (Cartes i pensaments, cur. Yehuda Blau, Budapest, 1906)
- Magen ve-Tzinah (Responsa, ed. A. Geiger, Breslau, 1857)
- Tzemach Tzadiq (Tractat ètic: traducció al web)
- Lev ha-Aryeh (Monografia sobre la memòria, on descriu el palau de la memòria també utilitzat per Giordano Bruno)
- Sur me-Ra (Diàleg filosòfic sobre jocs d'atzar, escrit als 13 anys, Amsterdam 1692, Vilna 1896)
- Historia de 'ritus hebreos - vide supra, trad (HE) per Shelomo Rabin, Viena, 1867)
- Pi ha-Aryeh - diccionari (IT) - (HE) de totes les paraules difícils del Tanakh, Venècia 1640